# Extreme Fighting Championship
Extreme Fighting Championship (EFC) es una organización de artes marciales mixtas con sede en Sudáfrica fundada en 2009. Es la mayor promotora de MMA de ese país y de todo el continente africano.
Los eventos de EFC se transmiten en más de 120 países de todo el mundo a través de numerosas cadenas de televisión en varios idiomas.

## Historia
EFC fue fundada en 2009 por los hermanos Cairo, Silas y Calvin Howarth, quienes son los propietarios actuales y junto con Graeme Cartmell, vicepresidente de talento y casamentero, son las personas clave en la empresa. Antes de 2009, los hermanos Howarth eran grandes admiradores de la Ultimate Fighting Championship (UFC) y veían regularmente sus eventos a través de canales de pago por visión. Esto los inspiró a crear una empresa de promoción de MMA con sede en África inspirada en UFC, a la que llamaron «Extreme Fighting Championship» (EFC). 
El evento inaugural de EFC tuvo lugar en el Ticketpro Dome (anteriormente el Coca-Cola Dome) en Johannesburgo el 10 de noviembre de 2009. Desde el octavo evento en 2011, EFC ha celebrado eventos en otras ciudades importantes de Sudáfrica, incluyendo Ciudad del Cabo, Durban, Sun City y Pretoria. Ante el aumento de la demanda de eventos de EFC, la organización firmó acuerdos de transmisión televisiva y streaming con diversos medios de comunicación de todo el mundo.